# Club Náutico de Fuengirola

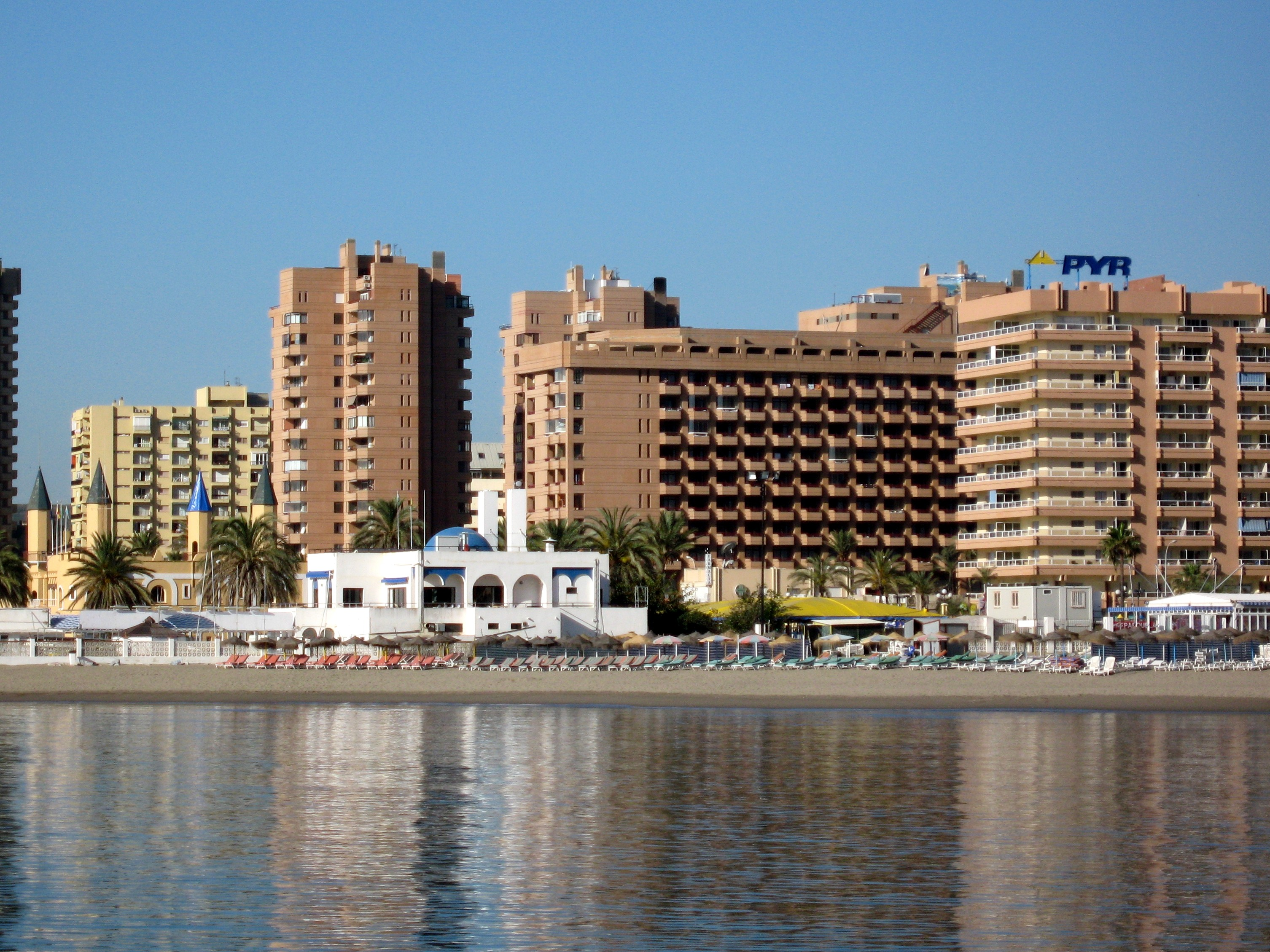
Sede del Club Náutico de Fuengirola, con bóveda azul.

El Club Náutico de Fuengirola es un club náutico español situado en la Costa del Sol, en provincia de Málaga, España.
Fue fundado en 1978 y tiene su sede en el Puerto de Fuengirola, donde dispone de un edificio social, un club de botes y 48 metros de línea de atraque. Él ha organizado un Campeonato Mundial para la clase Europa, un Campeonato de España de la Clase Optimist así como numerosos campeonatos regionales y provinciales, y ha destacado por los éxitos de su equipo de regatas.
El club dispone de una escuela de vela, de la que han salido regatistas de prestigio como Theresa Zabell, bicampeona olímpica de vela.